# Joachim Ringel
Joachim Ringel (* 20. Dezember 1942 in Dessau) war Fußballspieler in Dessau und Riesa. Für die BSG Stahl Riesa spielte er in der DDR-Oberliga, der höchsten Spielklasse in der DDR.
Ringel spielte zunächst in seiner Geburtsstadt bei den Betriebssportgemeinschaften (BSG) Lok und Motor Dessau Fußball. Zu Beginn der Saison 1967/68 schloss er sich der BSG Stahl Riesa an, die in der zweitklassigen DDR-Liga spielte. Bereits in seiner ersten Riesaer Spielzeit stieg Ringel in die Oberliga auf. Es fiel ihm jedoch schwer, sich im Erstligafußball zu etablieren. In seiner ersten Oberligasaison 1968/69 bestritt er nur sechs Spiele, davon nur drei über die volle Spieldauer. 1969/70 profitierte er vom Ausscheiden des Verteidigers Günter Mirring und spielte in der Rückrunde vom 17. Spieltag an regelmäßig als Libero. Diesen Stammplatz verlor er in den folgenden zwei Spielzeiten wieder, als er 1970/71 nur dreimal und 1971/72 nur in 15 Oberligaspielen eingesetzt wurde. Am Ende der Saison 1971/72 stieg Stahl Riesa wieder in die DDR-Liga ab. Nach dem sofortigen Wiederaufstieg hatte Ringel seine beste Oberligasaison. Als gesetzter rechter Außenverteidiger bestritt er 23 der ausgetragenen 26 Punktspiele. Diese Serie schien sich in der Spielzeit 1974/75 fortzusetzen, doch nach den ersten vier Punktspielen verletzte sich Ringel. Erst im Winter 1974 kam er wieder zum Einsatz, hatte aber keine feste Position mehr und pendelte zwischen Mittelfeld und Abwehr. Der letzte Saisonspieltag war zugleich Ringels letztes Oberligaspiel. In der Begegnung Stahl Riesa – Berliner FC Dynamo (0:2) am 24. Mai 1975 wurde er noch einmal in der 66. Minute eingewechselt. Nach 75 Oberligaspielen, in denen er zweimal zum Torerfolg kam, beendete Ringel 32-jährig seine Laufbahn als Leistungsfußballer.
Nach seiner aktiven Zeit als Fußballspieler wurde Ringel, von Beruf Diplomsportlehrer, noch einmal als Übungsleiter der DDR-Liga-Mannschaft der TSG Gröditz bekannt. Er trainierte die Mannschaft in den Spielzeiten 1982/83 und 1983/84.